# 須坂市立須坂支援学校
須坂市立須坂支援学校（すざかしりつ すざかしえんがっこう）は、長野県須坂市に所在する特別支援学校。知的障害のある児童・生徒を対象としており、長野県内で唯一の市立特別支援学校である。学部は小学部と中学部を設置しており、須坂市立須坂小学校と同一の校舎内に設置されている。

## 概要
2011年（平成23年）に小学部が須坂小学校の校舎内に開校。中学部は2013年（平成25年）に設置された。
本校の学区は須坂市のほか、小布施町および高山村に及ぶ。
交流教育として、須坂市立須坂小学校や須坂市立常盤中学校の児童・生徒との交流学習や合同活動が実施されている。

## 所在地
〒382-0911　長野県須坂市須坂780